# Подземно езеро
Подземното езеро е пещера, съдържаща сладка или слабо солена застояла вода, в достатъчно големи количества, за да се счита за езеро.
Тези езера често се свързват с водоносен слой или пещерни мрежи в карстови местности. Те могат да съдържат един или повече острови и един или повече притоци, подхранвани от подпочвените води или вода от повърхността.
В подземните езера могат да се съдържат утайки от детритен произход, съдържаща информация за геоклиматичните промени.

## Екология и хидробиология
Понякога може да се намерят риби и други организми, най-вече ракообразни.

## Рекорди
Най-голямото известно подземно езеро в света се намира на около 60 м под нивото на земята в пещера, наречена „Драконов дъх“ в Намибия. Езерото има кристално чиста вода и площ от около 2 хектара. Второто по големина е разположено в пещерите „Крейгхед Кавърнс“ в Тенеси, САЩ.
Езерото Сен Леонард в Швейцария е най-голямото известно подземно езеро в Европа.